# Mitragyna tubulosa
Mitragyna tubulosa är en måreväxtart som först beskrevs av George Arnott Walker Arnott, och fick sitt nu gällande namn av Carl Ernst Otto Kuntze. Mitragyna tubulosa ingår i släktet Mitragyna och familjen måreväxter. Inga underarter finns listade i Catalogue of Life.